# Méthana
Méthana (grec moderne : Μέθανα) est une presqu'île située en Grèce sur la côte orientale du Péloponnèse, dans la partie de cette côte donnant sur le golfe Saronique. C'est aussi le nom d'un ancien dème, rattaché depuis la réforme de 2011 à la municipalité de Trézène-Méthana (grec moderne : Τροιζηνία-Μέθανα), dont il constitue un district municipal. Son chef-lieu, bourgade et port situé sur la côte orientale de la presqu'île, porte également le nom de Méthana.

## Géographie

### Situation
La presqu'île se présente comme une excroissance de la péninsule d'Argolide vers le nord dans le golfe Saronique, vers l'île d'Égine, qui la sépare du Pirée et d'Athènes. Elle est reliée au Péloponnèse par un isthme étroit orienté nord-ouest – sud-est mesurant approximativement 750 m de long sur 250 m de large à l'endroit le plus large. Elle est bordée à l'ouest par la baie d'Épidaure et elle est proche au sud-est de l'île de Poros.
Elle est très montagneuse (volcanique) et son point culminant s'élève à 740 m.
Le district municipal correspondant à la presqu'île a une superficie de 50,161 km2 et comprenait 1 657 habitants au recensement de 2011.
En plus de son chef-lieu, Méthana, elle comporte plusieurs villages : Kounoupítsa (grec moderne : Κουνουπίτσα), qui domine la côte septentrionale, en face de l'île d'Angistri ; Kypséli (Κυψέλη) sur les pentes de la partie orientale ; Megalochóri (Μεγαλοχώρι) sur les hauteurs du côté occidental, avec le petit port de Vathí (Βαθύ) à ses pieds.
Le port de Méthana est relié quotidiennement au Pirée et à Égine. Le trajet est suffisamment court pour que le petit bourg de Méthana commence à apparaître comme une banlieue lointaine d'Athènes.

### Géologie

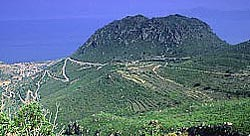
Volcan Méthana

La presqu'île de Méthana contient quelque 32 volcans, dont celui de Méthana, qui sont principalement des dômes de lave andésitiques et dacitiques. L'activité volcanique dans la péninsule a commencé il y a un million d'années et s'est poursuivie sporadiquement jusqu'il y a 300 ans. Les dernières éruptions ont eu lieu en 1700 sur un volcan sous-marin au nord de Kaimeni Chora. Sur terre se trouve également le dôme de lave historique de Kaimeni Chora qui a éclaté en 230 av. J.-C. En août 1922, de nombreuses informations faisant état d'une possible éruption dans le cratère de Kaimeno Vouno ont été signalées. Toutefois, cela n'a toujours pas été confirmé. Méthana se situe dans la partie nord-ouest du groupe de volcans cycladiques considérés comme actifs (Milos, Santorin et Nisyros). Les roches sont principalement des dacites et des andésites. Méthana abrite des sources thermales et des mofettes (exhalations de gaz). Méthana est coupée par de nombreuses failles tectoniques, ce qui en fait une zone très menacée par les tremblements de terre ; la faille majeure coupe le village de Méthana d'ouest en est.

## Histoire

### Préhistoire et Antiquité

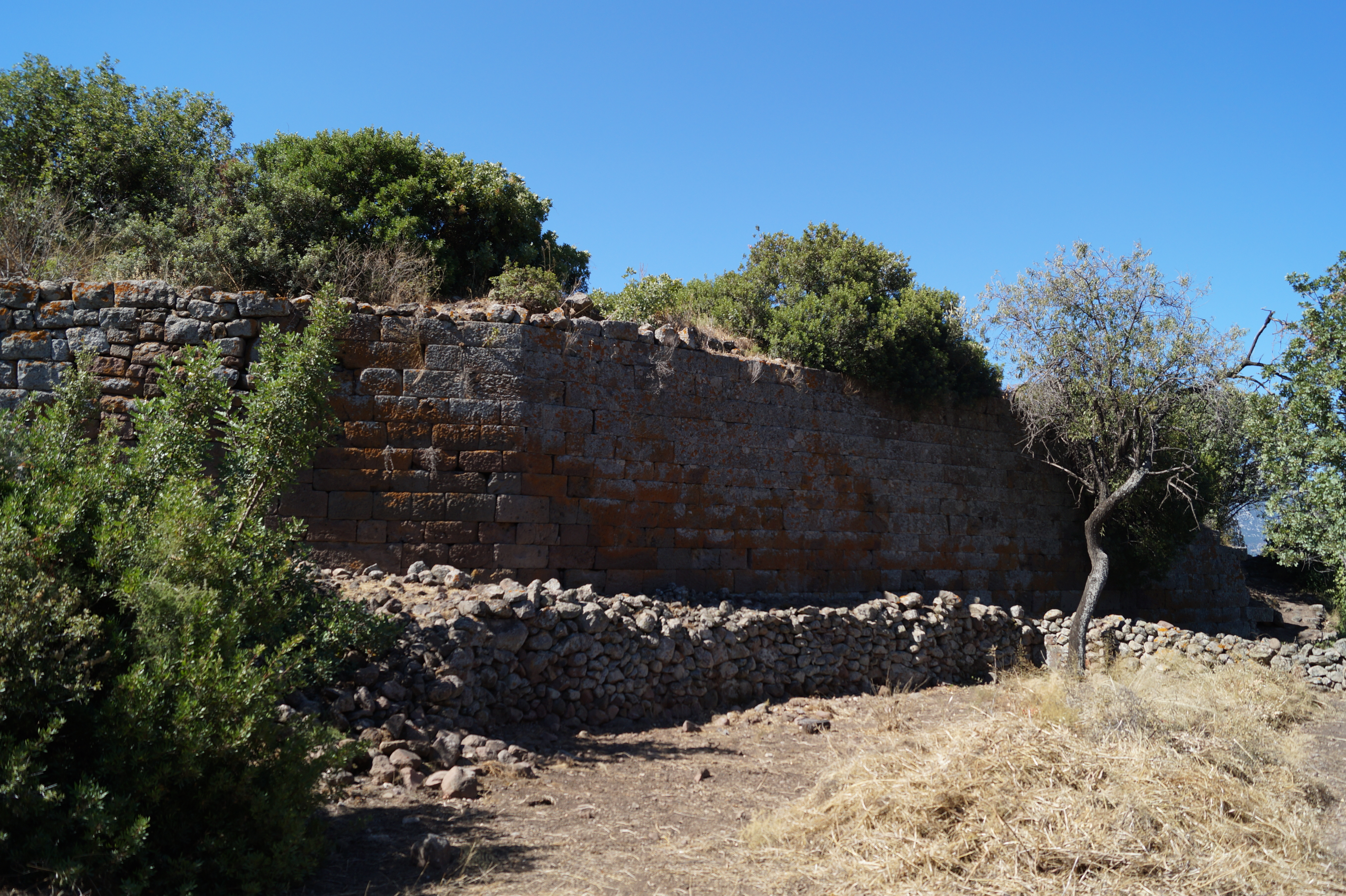
Mur de l'acropole de Paliocastro.

La péninsule de Méthana est habitée depuis environ 10000 ans avant J.-C. Les premières colonies ont été fondées environ 6000 ans avant J.-C. Des fouilles ont mis au jour un village et un sanctuaire de l'époque mycénienne près de la ville de Méthana, à la chapelle des Saints Constantin et Hélène. Des objets datant d'environ 1500-1200 av. J.-C. sont conservés dans les musées de l'île de Poros et de la ville du Pirée. Il y avait d'anciens sanctuaires à l'époque géométrique, environ 800 à 700 avant J.-C., tels que le temple géométrique situé près du village de Kounoupítsa. Il existe également deux anciennes acropoles (Paliocastro (de) et Oga) et de nombreux anciens sites agricoles. Ovide, Strabon et Pausanias ont décrit l'éruption historique du dôme du volcan près du village de Kaimeni Chora, dans la partie nord-ouest de la presqu'île. Pausanias a décrit des sources thermales qui ont surgi dans la presqu'île après l'éruption. Plus tard, de nombreux bâtiments et sanctuaires ont été fondés près du village de Vathí, sur la colline de Paliocastro et aux alentours. Méthana était également le site d'une base phénicienne appelée Arsinoé.
Les Athéniens prirent le contrôle de la presqu'île en 425, pendant la guerre du Péloponnèse, et fortifièrent l'isthme.

### Période moderne et contemporaine
Il semble que Méthana ait perdu vers la fin du Moyen Âge ou au début de la période moderne une large part de sa population de langue grecque et que des arrivants albanophones (Arvanites) s'y soient installés, comme dans les îles voisines ; des traces en subsistent dans la toponymie.
De nouveaux villages sont fondés à l'époque de la guerre d'indépendance grecque à partir de 1821. H. Forbes suggère qu'ils pourraient être l'œuvre de réfugiés chassés par les événements, qui ont trouvé dans la géographie de la presqu'île un abri assez sûr.
Le colonel Charles Nicolas Fabvier, officier français philhellène venu combattre aux côtés des insurgés grecs, fait de Méthana sa principale base et celle des troupes qu'il encadre.

## Administration
La presqu'île de Méthana constitue depuis 2011 un district municipal de la municipalité de Trézène-Méthana. Cette municipalité fait partie de la périphérie de l'Attique (district régional des Îles) et non de celle du Péloponnèse.

## Économie
L'économie traditionnelle comprend la pêche artisanale côtière et l'agriculture ; les paysans cultivent en terrasses des sols qui doivent leur fertilité au volcanisme. Plus récemment se sont développés le tourisme et le thermalisme.

## Personnalités liées
- Yórgos Bátis (1885-1967), musicien traditionnel (rebetiko).